# ヤン・アセリン

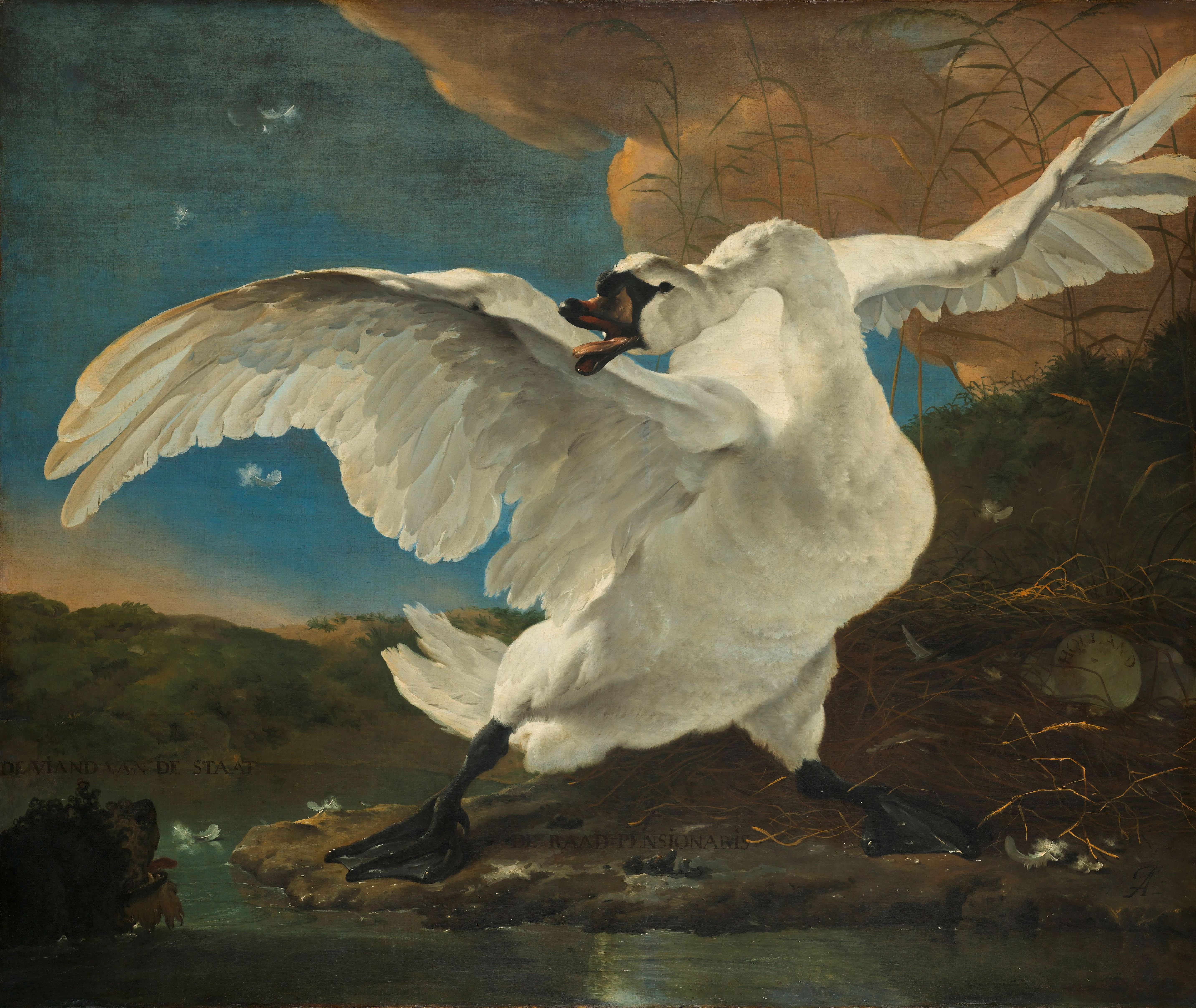
『威嚇する白鳥』アムステルダム国立美術館蔵

ヤン・アセリン(アセレイン、Jan Asselijn, 1610年頃 – 1652年10月1日)は、オランダの画家。

## 生涯
ヤン・アセリンはディエップの出身。エサイアス・ファン・デ・ヴェルデの元で修業し、風景画や動物画で目立った存在となる。フランスやイタリアを旅し、 ピーテル・ファン・ラールのスタイルから影響を受ける。また、フランドル出身の画家達のグループw:Bentvueghelsのメンバーともなった。1645年にリヨンでアントワープ出身の女性と結婚。その後オランダに戻った。アセリンは右手が不自由で、背も低かったようである。
アセリンはレンブラントと親しかったようで、イーゼルの前に立つアセリンを描いたレンブラント画のエッチングが残っている。
アセリンは、クロード・ロランの作品のようなはっきりとしたスタイルの風景画をオランダに持ち込んだ初期の画家のひとりである。
アセリンの代表作のひとつ『威嚇する白鳥』は巣を守ろうとする白鳥を描いているが、この作品はオランダ独立のシンボルともなった。しかしアセリンがそういった意図で描いたかどうかは分かっていない。卵のひとつには「オランダ」、巣を狙う犬には「我が国の敵」といったように、この絵には代々の所有者により文字が記入されている。

## 作品

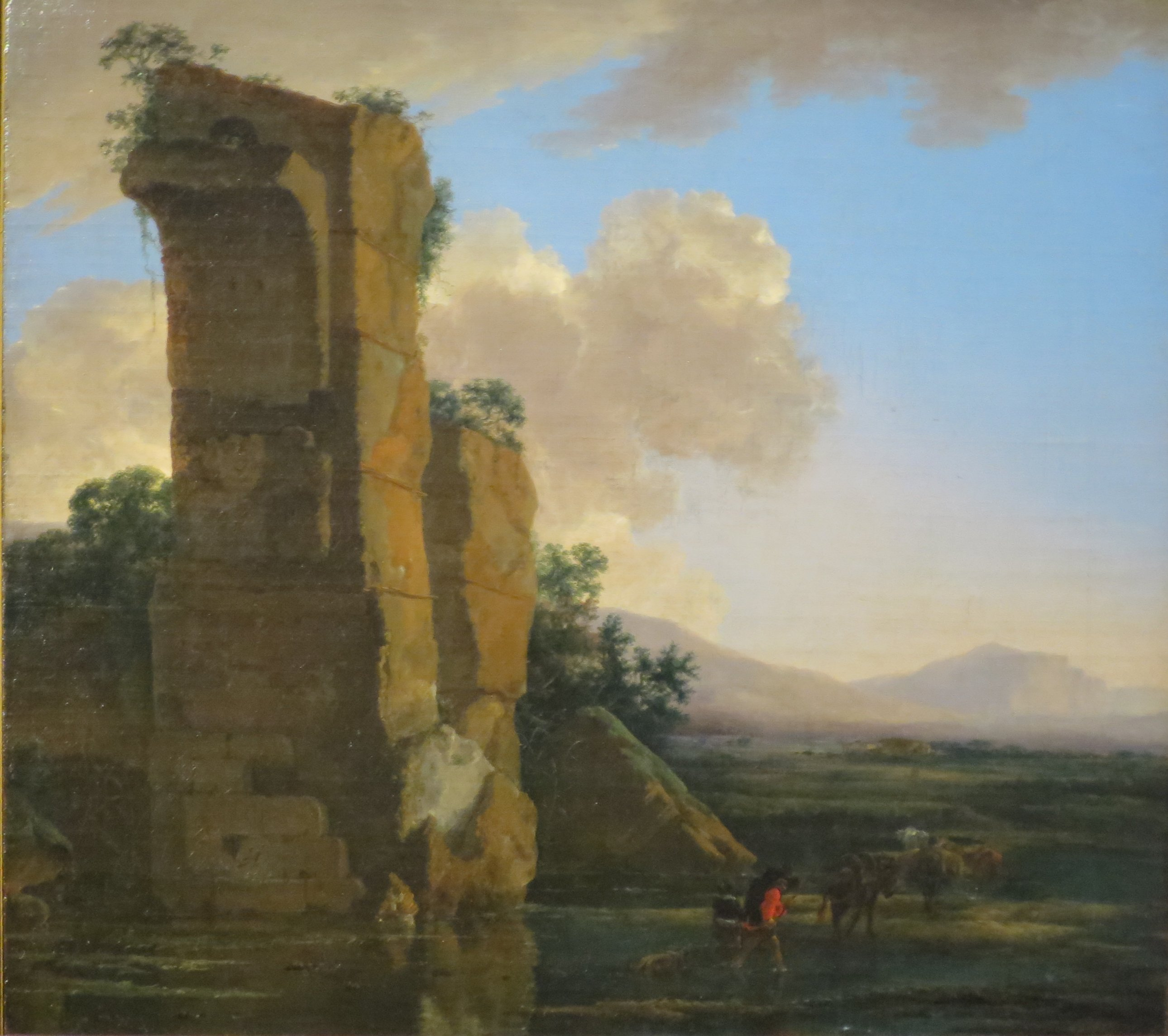
イタリアの風景
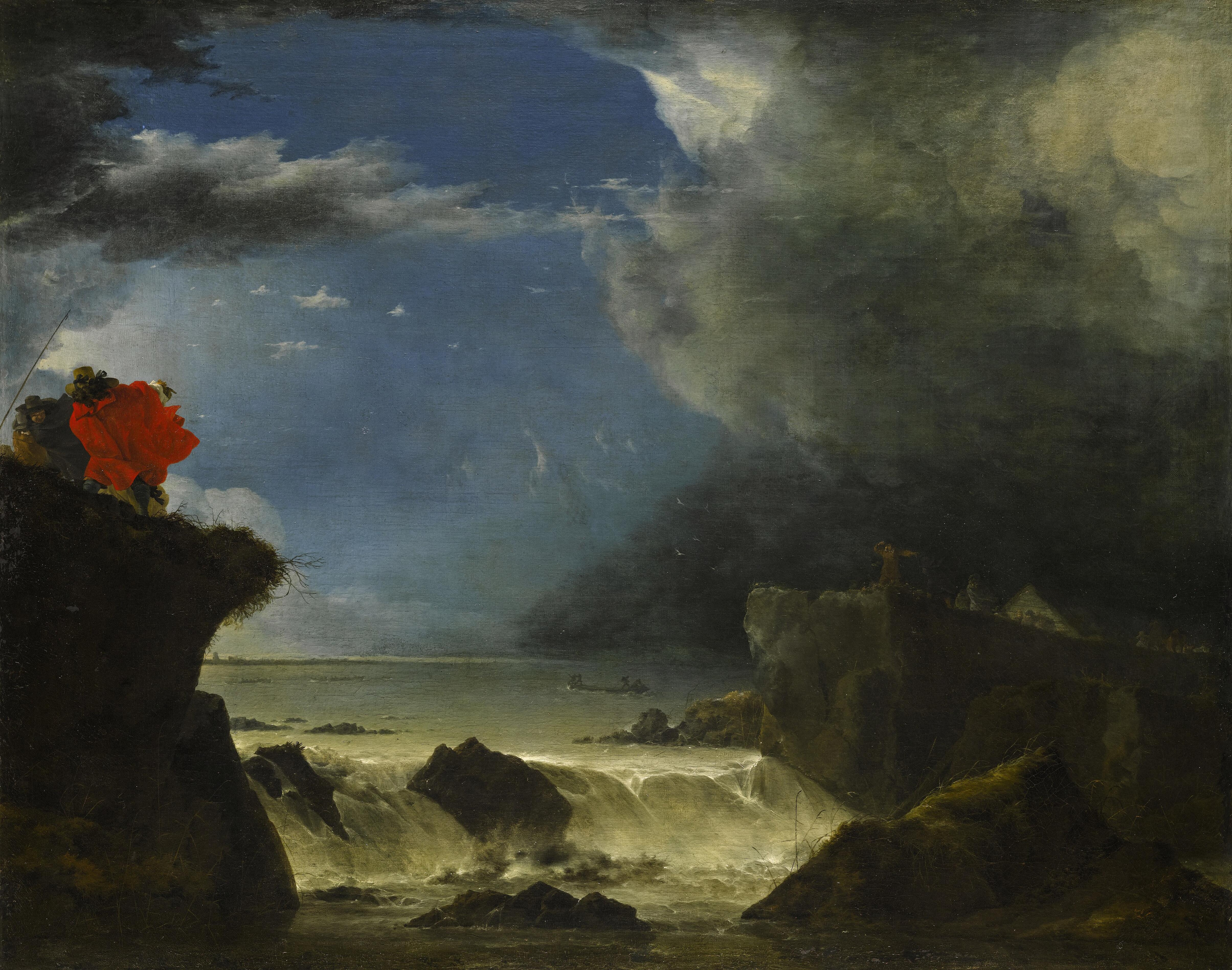
アムステルダム近くのダムの決壊

## 参照
1. 1 2 3  Jan Asselyn biography in De groote schouburgh der Nederlantsche konstschilders en schilderessen (1718) by Arnold Houbraken, courtesy of the w:Digital library for Dutch literature
2. ↑  Nash, J.M. (1972). The Age of Rembrandt and Vermeer. Holt, Rinehart and Winston. pp. 241. ISBN 0-03-091870-7
3. ↑  http://www.articlearchives.com/entertainment-arts/artists-performers/1001563-1.html
4. ↑  Clark, Kenneth (1977). Animals and Man. New York: Wiiliam Morrow and Company. pp. 98. ISBN 0-688-03200-1
5. ↑  “The Threatened Swan:  Symbolism”.   Rijksmuseum Amsterdam. 2009年1月12日閲覧。